# Завалевська Валентина Олександрівна
Валенти́на Олекса́ндрівна Завале́вська (*23 жовтня 1956, Сабатинівка) — секретарка Центральної виборчої комісії. Кандидатка економічних наук.

## Біографія
Народилася 23 жовтня 1956 року в с. Сабатинівка Ульянівського району Кіровоградської області. У 1979 році закінчила Одеський сільськогосподарський інститут, у 1989 році — Київську вищу партійну школу, а в 1999 році — Національну юридичну академію України імені Ярослава Мудрого.

## Політична та громадська діяльність
Трудову діяльність розпочала в 1973 році. Після закінчення Одеського сільськогосподарського інституту працювала за фахом. З 1983 року — на партійній роботі, в органах виконавчої влади та місцевого самоврядування: секретар Ульянівського райкому Компартії України, другий секретар Вільшанського райкому Компартії України, голова виконкому Вільшанської райради народних депутатів, перший секретар Вільшанського райкому Компартії України, голова Вільшанської райради народних депутатів (одночасно — голова виконавчого комітету) Кіровоградської області, з 1992 року була представницею Президента України у Вільшанському районі Кіровоградської області.
У 1994 році обрана народним депутатом України. У 1996 році призначена заступницею Міністра сільського господарства України. З 1999 року була заступницею керівника Секретаріату, начальник організаційно-правового управління Вищої ради юстиції України, а з 2002 року — перша заступниця Голови Державної служби з охорони прав на сорти рослин.
У 2004 році Верховною Радою України була призначена на посаду члена Центральної виборчої комісії. Організовує роботу Секретаріату Комісії щодо забезпечення діяльності Комісії та відповідно до Регламенту Комісії здійснює інші повноваження.

## Нагороди та відзнаки
Нагороджена орденом «За заслуги» ІІІ ступеня, має почесне звання «Заслужений працівник сільського господарства України», нагороджена «Почесною відзнакою Вищої ради юстиції», Почесною медаллю «За гуманізм».